# Sågtandad plattbagge
Sågtandad plattbagge (Oryzaephilus surinamensis) är en skalbagge i familjen plattbaggar. Den sågtandade plattbaggen återfinns ibland inomhus, där den bland annat lever på mjölprodukter, torkad frukt och kryddor.

### Fotnoter
1. ↑  ”Förrådskadeinsekter – skalbaggar (Anticimex)”. Arkiverad från originalet den 8 maj 2006. https://web.archive.org/web/20060508090453/http://www.anticimex.se/default.asp?objectid=3843. Läst 7 november 2009.